# Insignorthezia insignis
Insignorthezia insignis är en insektsart som först beskrevs av Browne 1887.  Insignorthezia insignis ingår i släktet Insignorthezia och familjen vaxsköldlöss. Inga underarter finns listade i Catalogue of Life.